# Ярвенхельми, Мария
Мария Ярвенхельми (фин. Maria Järvenhelmi; род. 14 июня 1975) — финская киноактриса.

## Биография
Родилась в 1975 году, дочь кинодеятеля Кирси Тюккюляйнен.
Окончила Хельсинкскую театральную академию.
На экране появилась ещё в 10-летнем возрасте, с 1990 года активно снимается в кино.
Дважды номинировалась на финскую национальную кинопремию «Юсси» в категории «Лучшая актриса» (2001, 2002).
В 2019 году входила в жюри 41-го Московского международного кинофестиваля.

## Избранная фильмография
- 1999 — Дорога на Рукаярви / Rukajärven tie — лотта Кауппила
- 2000 — Покинутые дома / Hylätyt talot, autiot pihat — лотта Лиина
- 2000 — Вера, надежда, кровь (Россия, Финляндия) — Мариот
- 2005 — Игра окончена / Game Over — Минна Илола
- 2006 — Огни городской окраины / Laitakaupungin valot — Мирья
- 2012 — Голая бухта / Vuosaari — сестра Марики
- 2013 — Роль (Россия, Финляндия, Германия) — Амалия Андреевна
- 2017 — По ту сторону надежды / Toivon tuolla puolen — сотрудник приемного центра
- 2018 — Довлатов (Россия, Сербия, Польша) — финская туристка